# Тервел (місто)
Те́рвел (болг. Тервел) — місто в Болгарії. Розташовано в Добрицькій області, входить до складу громади Тервел. Населення становить 6,0 тис. чоловік.

## Політична ситуація
Кмет (мер) громади Тервел — Живко Жеков Георгієв (БСП) за результатами виборів до правління громади.

## Карти
- bgmaps.com[недоступне посилання з липня 2019]
- emaps.bg[недоступне посилання з червня 2019]
- Google